# Petr Fiala
Petr Fiala (* 1. září 1964 Brno) je český politik, politolog a vysokoškolský učitel, od listopadu 2021 předseda vlády České republiky v čele většinového kabinetu tvořeného koalicí SPOLU, hnutím STAN a nezávislým.
Od října 2013 zastává poslanecký mandát v Poslanecké sněmovně Parlamentu České republiky, do níž kandidoval v předčasných volbách jako nestraník z prvního místa jihomoravské kandidátky Občanské demokratické strany. Členem této strany se stal v listopadu 2013 a v lednu 2014 byl zvolen jejím čtvrtým předsedou. Od května 2012 do července 2013 působil jako ministr školství, mládeže a tělovýchovy Nečasova kabinetu a v letech 2017 až 2021 byl místopředsedou Poslanecké sněmovny Parlamentu ČR.
V letech 2004–2011 byl rektorem a následně v letech 2011–2012 prorektorem Masarykovy univerzity v Brně.

## Osobní život
Pochází z moravské měšťanské rodiny. Dědeček František Fiala byl právník, který za první republiky pracoval jako vrchní rada politické správy na okresních hejtmanstvích v Ostravě, Hodoníně a Olomouci, později pak jako státní rada v Brně. Babička Františka Fialová z otcovy strany byla židovka a část příbuzných byla za války deportována do německých koncentračních táborů.
Otec Igor Fiala (1928–2021) se s bratrem Jiřím dostali jako židovští míšenci v roce 1944 do koncentračního tábora. Po válce vstoupil do KSČ a vystoupil po potlačení maďarského povstání v roce 1956. Poté musel pracovat v dělnických profesích a kádrový profil celé rodiny byl poznamenán. Matka Zdenka Fialová pracovala jako úřednice, později byla v důsledku onemocnění rakovinou v invalidním důchodu.
V roce 1992 se Petr Fiala oženil s Janou Fialovou (nar. 1972), s níž se seznámil během sametové revoluce. Manželka, profesí bioložka, působí na Ústavu ochrany a podpory zdraví Lékařské fakulty Masarykovy univerzity, kde se stala proděkankou pro záležitosti studentů. V květnu 2023 byla jmenována prorektorkou Masarykovy univerzity. Do manželství se narodily tři děti. Nejstarší Martin Fiala vystudoval dějiny umění na FF MU, Klára Fialová (provdaná Chládková) lékařství na LF MU a nejmladší Jiří Fiala nastoupil ke studiu historie a ekonomie. Všichni členové rodiny absolvovali Gymnázium Brno na třídě Kapitána Jaroše.

## Vzdělání a akademická kariéra
V letech 1983–1988 vystudoval český jazyk a literaturu a dějepis na Filozofické fakultě Masarykovy univerzity (tehdy Univerzita Jana Evangelisty Purkyně v Brně), poté pracoval jako historik starších dějin v Muzeu Kroměřížska v Kroměříži (1988–1989). Po listopadu 1989 se vrátil do Brna, kde krátce působil jako novinář v deníku Lidová demokracie. Po odchodu z redakce těchto novin byl od dubna 1990 zástupcem šéfredaktora Revue Proglas. Byl dlouholetým předsedou moravského zemského výboru české sekce Panevropské unie (Paneuropa-Union Böhmen und Mähren). Od roku 1990 se podílel na založení oboru politologie, s Vladimírem Čermákem zakládal katedru politologie na Filozofické fakultě MU, jejíž vedení po něm v roce 1993 převzal. V roce 1996 se habilitoval na Univerzitě Karlově v Praze, v roce 2002 byl jmenován prvním profesorem pro obor politologie v České republice. Na Právnické fakultě Masarykovy univerzity získal v roce 2008 titul LL.M. v oboru obchodní právo, který je nabízen ve spolupráci s Nottingham Trent University.
Katedru politologie vedl deset let, od roku 1998 na nově založené Fakultě sociálních studií. V roce 1996 se stal také ředitelem Mezinárodního politologického ústavu Masarykovy univerzity, kde úzce spolupracoval s významnými osobnostmi československého exilu Mojmírem Povolným a Ivanem Gaďourkem, kteří stáli u jeho vzniku. Podílel se na založení prvního českého odborného politologického periodika – Politologického časopisu (1994). V roce 2002 byl jmenován vedoucím nově vzniklé katedry mezinárodních vztahů a evropských studií a získal Jean Monnet Chair, v letech 2005–2011 byl vedoucím Institutu pro srovnávací politologický výzkum. V roce 2004 se stal děkanem Fakulty sociálních studií a v témže roce byl zvolen rektorem Masarykovy univerzity.
Rektorem Masarykovy univerzity byl dvě funkční období (2004–2011), ve kterých univerzita mimo jiné postavila kampus pro biomedicínské obory a v roce 2006 otevřela vlastní výzkumnou Mendelovu stanici v Antarktidě. Po skončení rektorského mandátu působil jako prorektor pro akademické záležitosti Masarykovy univerzity, od září 2011 byl hlavním vědeckým poradcem předsedy vlády Petra Nečase.
Po jmenování jím vedené vlády v prosinci 2021 mu byl snížen pracovní úvazek na Katedře mezinárodních vztahů a evropských studií FSS MU na pětinový. Novináři z Page not found vyčíslili jeho příjmy z pedagogické činnosti v letech 2022–2025 na více než 1 milion korun.
Petr Fiala hovoří anglicky a německy.

### Vědecká činnost
Ve své vědecké práci se specializuje na srovnávací politologii a evropskou politiku. Publikace věnované problematice evropské integrace ovlivňují vědeckou i veřejnou debatu na toto téma. Monografie Evropská unie (s M. Pitrovou, 2003, 2009) patří k standardním pracím oboru a používá se také jako učebnice v České republice a na Slovensku, k jeho nejznámějším knihám v této oblasti patří Evropský mezičas (2007, 2010). Kniha Politický extremismus a radikalismus v České republice (1996), kterou uspořádal, stála v počátcích vědeckého výzkumu tohoto fenoménu v Česku.
Mezinárodního ohlasu se dostalo jeho pracím věnovaným politické dimenzi náboženství (např. Katolicismus a politika, 1996; Laboratoř sekularizace, 2007); dlouhodobý historický a sociálněvědní výzkum podzemních církevních aktivit v období komunismu (s J. Hanušem) shrnuje monografie Skrytá církev (1999, Die Verborgene Kirche, 2004). Publikoval také práce o politických stranách a zájmových skupinách, např. Teorie politických stran (s M. Strmiskou, 1998, 2009). Jako autor a editor se podílel mj. na monografiích Politické strany ve střední a východní Evropě (2002), Partie i systemy partyjne Europy Środkowej (2003), Eurostrany (2007) nebo Evropeizace zájmů (2009). Pozornost vyvolala jeho kritická analýza aktuální politiky Politika, jaká nemá být (2010). Stal se autorem 14 monografií a více než 200 odborných studií publikovaných v řadě zemí. Podílel se na řešení národních i mezinárodních výzkumných projektů.

## Politická kariéra
Po zvolení do Rady Ústavu pro studium totalitních režimů (ÚSTR) v roce 2007 se politicky pohyboval v okolí Občanské demokratické strany (ODS). Již před sněmovními volbami 2010 vyjednával předseda ODS Petr Nečas s jihomoravskou organizací strany o možné kandidatuře Petra Fialy jako nestranického lídra kandidátky na jižní Moravě, což se však nepodařilo realizovat. Ministrem školství, mládeže a tělovýchovy v Nečasově vládě byl Fiala jmenován 2. května 2012 po březnové demisi Josefa Dobeše.
Ve volbách do Poslanecké sněmovny Parlamentu ČR v roce 2013 kandidoval v Jihomoravském kraji jako lídr ODS a byl zvolen se ziskem devátého nejvyššího počtu preferenčních hlasů (11 372) v celé zemi. V listopadu se stal členem ODS a byl zvolen místopředsedou poslaneckého klubu ODS.

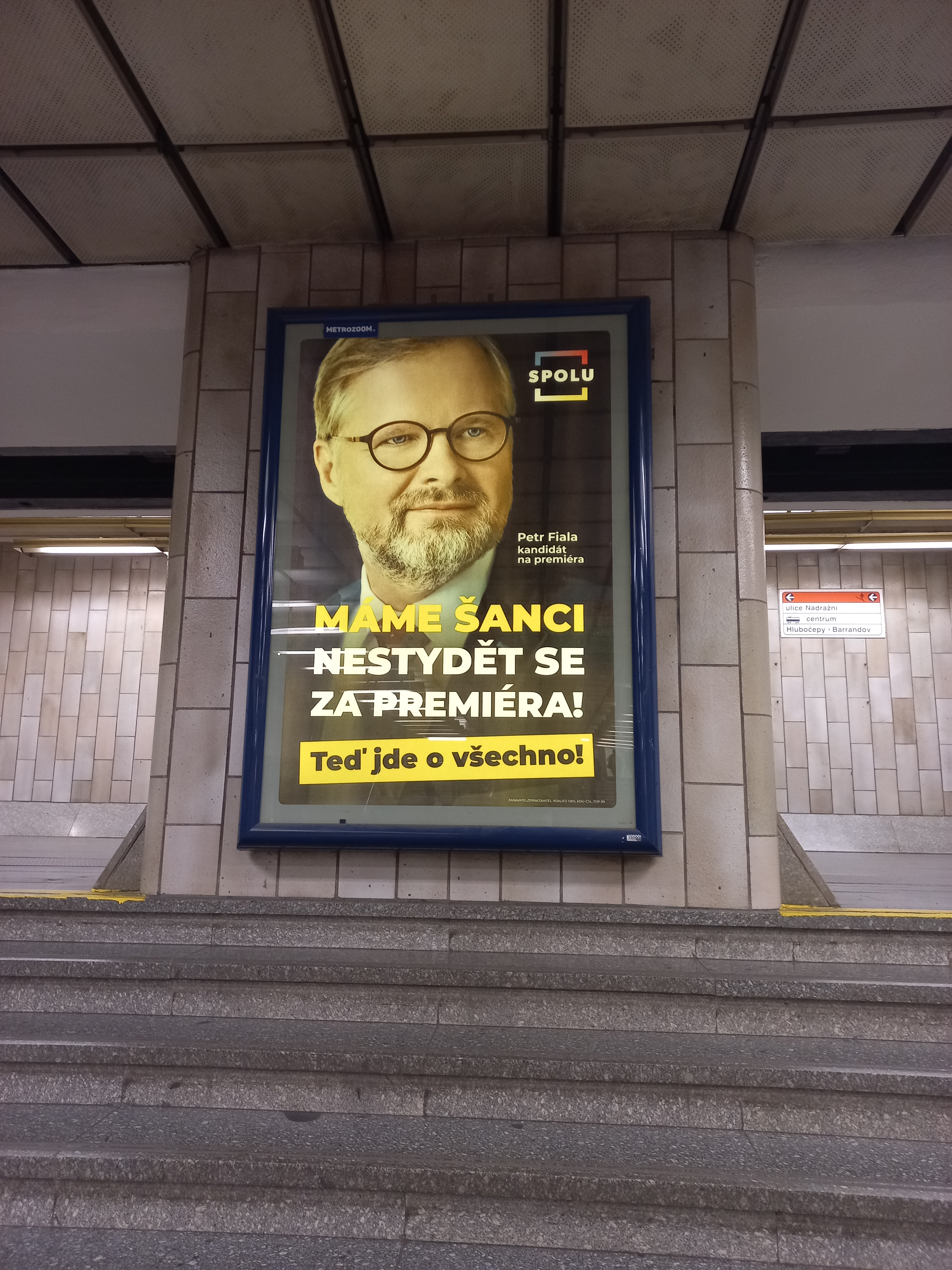
Kampaň před sněmovními volbami v říjnu 2021, v níž byl Petr Fiala lídrem koalice SPOLU

Na 24. kongresu ODS v Olomouci byl 18. ledna 2014 zvolen předsedou strany. Zvítězil již v prvním kole, v němž získal hlasy 437 delegátů a porazil tak Miroslavu Němcovou a Edvarda Kožušníka. Funkci obhájil na 27. kongresu ODS v Ostravě, když v lednu 2016 získal 436 hlasů od 470 delegátů (tj. 93 %). Na funkci předsedy strany byl jediným kandidátem.
Ve volbách do Poslanecké sněmovny Parlamentu ČR v roce 2017 byl lídrem ODS v Jihomoravském kraji a také celostátním lídrem strany. Získal 13 035 preferenčních hlasů a obhájil mandát poslance. Dne 24. listopadu 2017 kandidoval na post místopředsedy Poslanecké sněmovny Parlamentu ČR. V prvním kole volby dostal jen 83 hlasů od 195 přítomných poslanců, ve druhém kole pak 85 hlasů od 191 přítomných poslanců (ani v jednom kole tak zvolen nebyl). Nakonec byl do této funkce dne 28. listopadu 2017 zvolen, když obdržel 116 hlasů od 186 přítomných poslanců.
Na 28. kongresu ODS v Ostravě v lednu 2018 obhájil post předsedy strany. Jakožto jediný kandidát získal 451 z 483 hlasů (tj. 93 %). Stejně tak na 29. kongresu ODS v Praze v lednu 2020, kdy jako jediný kandidát získal 470 z 505 hlasů (tj. opět 93 %).
Ve volbách do Poslanecké sněmovny Parlamentu ČR v roce 2021 byl z pozice člena ODS lídrem kandidátky koalice SPOLU (tj. ODS, KDU-ČSL a TOP 09) v Jihomoravském kraji a byl znovu zvolen poslancem. V říjnu 2021 mu vypršel mandát místopředsedy Sněmovny Parlamentu ČR. Jako lídr koalice SPOLU, která volby vyhrála, se posléze účastnil jednání o nové vládě s koalicí Pirátů a hnutí STAN. Dne 8. listopadu 2021 podepsal Fiala a předsedové dalších čtyř stran a hnutí koaliční smlouvu a následujícího dne jej prezident Miloš Zeman pověřil jednáním o sestavení nové vlády. Dne 17. listopadu 2021 prezident Zeman oznámil, že Fialu 26. listopadu 2021 jmenuje předsedou vlády.
Dne 26. listopadu 2021 měl být prezidentem Milošem Zemanem jmenován českým premiérem. Z důvodu prezidentovy opětovné hospitalizace kvůli jeho nákaze covidem-19 byl však tento akt o dva dny odložen.

### Předseda vlády
Dne 28. listopadu 2021 jej prezident Zeman jmenoval na lánském zámku předsedou vlády České republiky. Vláda Petra Fialy byla jmenována 17. prosince 2021.

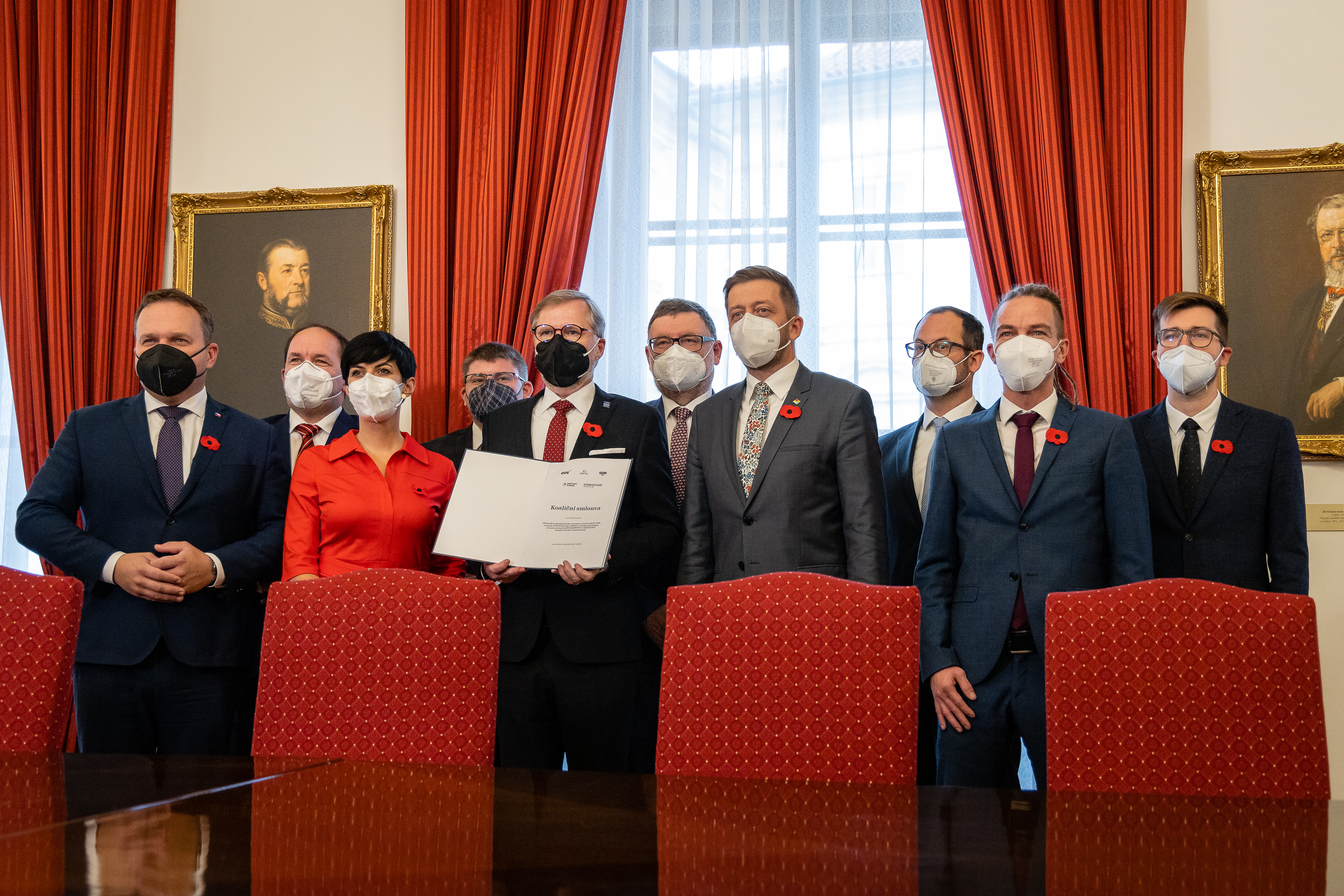
Petr Fiala se zástupci stran tvořících jeho vládu po podpisu koaliční smlouvy

Během projevu v rámci hlasování o důvěře vládě v Poslanecké sněmovně za své osobní priority označil uzákonění daňové brzdy, předložení důchodové reformy, zahájení tendru na dostavbu jaderné elektrárny Dukovany, vybudování 200 kilometrů nových dálnic, revizi učebních plánů na základních a středních školách a konec povinného nošení občanského a řidičského průkazu díky digitalizaci.  Prvním městem, které ve funkci premiéra oficiálně navštívil, bylo jeho rodné Brno. Následující den, 11. ledna, se vydal na tradiční první zahraniční cestu na Slovensko, kde se setkal s prezidentkou Zuzanou Čaputovou, premiérem Eduardem Hegerem nebo předsedou Národní rady Borisem Kollárem.
S polským premiérem Mateuszem Morawieckým se setkal 3. února 2022 v Praze, kde oba politici podepsali dohodu o ukončení sporů okolo polského dolu Turów.  Dne 8. února 2022 představil pořad Otázky a odpovědi z Kramářovy vily, ve kterém odpovídá na časté otázky ze strany občanů a novinářů. Sídlo Evropské unie, Brusel, poprvé ve funkci premiéra navštívil 18. února 2022.  

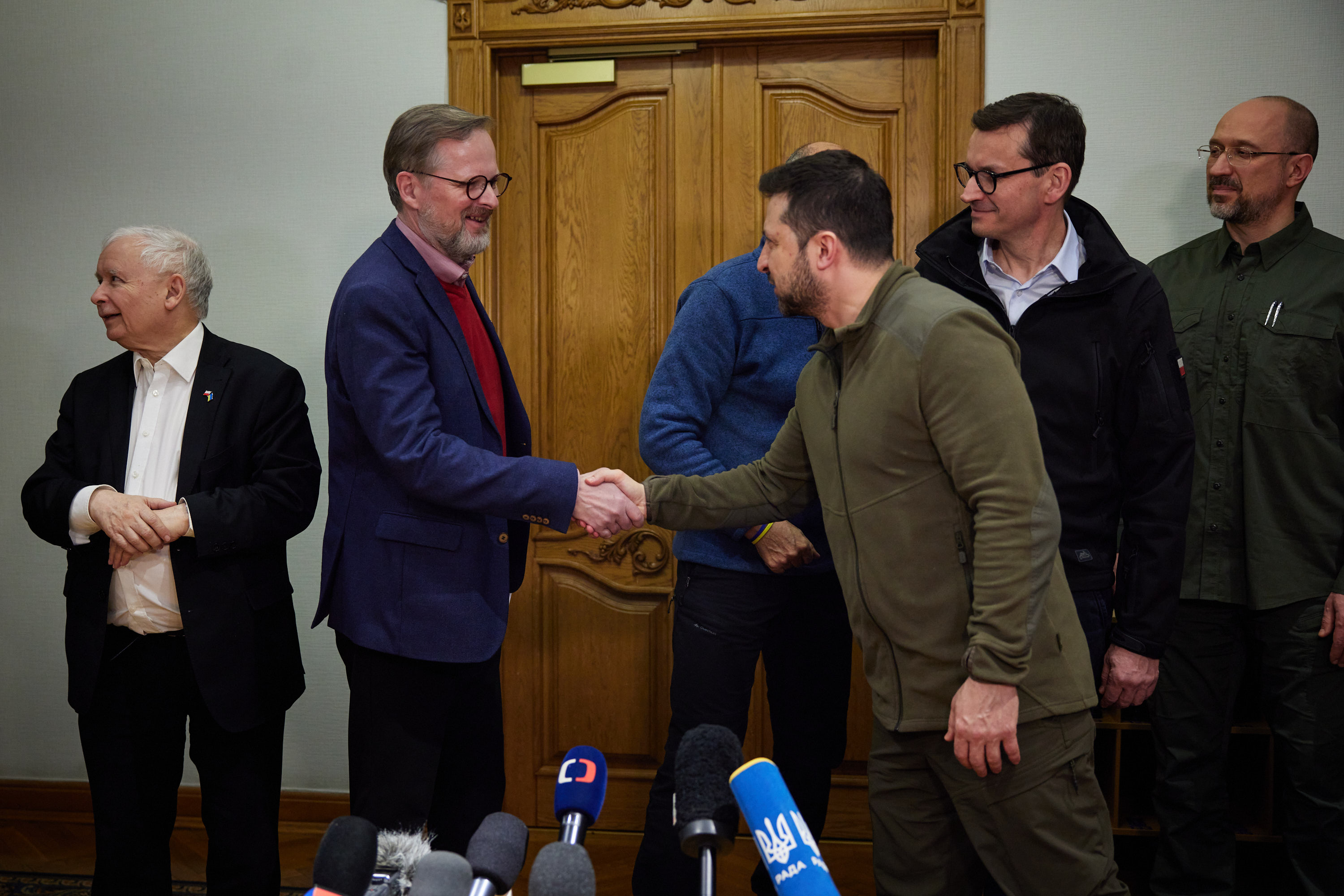
Petr Fiala při setkání s ukrajinským prezidentem Volodymyrem Zelenským v Kyjevě s polským vicepremiérem Kaczynským, slovinským premiérem Janšou a polským premiérem Morawieckým, 15. 3. 2022

Po ruském útoku na Ukrajinu 24. února 2022 zaujal Petr Fiala i celá jeho vláda tvrdý postup vůči Rusku a politiku co největší podpory Ukrajiny. Byly zahájeny dodávky humanitárního materiálu, financí i zbraní a zbraňových systémů. Petr Fiala rovněž podporuje co nejrychlejší vstup Ukrajiny do Evropské unie a přijímání ukrajinských válečných uprchlíků. Spolu s polským premiérem Mateuszem Morawieckým, polským vicepremiérem Jaroslawem Kaczynským a slovinským premiérem Janezem Janšou navštívil ve dnech 15. až 16. března 2022 Kyjev, hlavní město Ukrajiny bránící se proti ruskému útoku. Během návštěvy jednal s ukrajinským prezidentem Volodymyrem Zelenským a ukrajinským premiérem Denysem Šmyhalem. Cesta na Ukrajinu proběhla vlakem za přísných bezpečnostních opatření. Vzbudila značný ohlas v Česku i ve světě, mnohými politiky a novináři byla označena za historickou, bezprecedentní a statečnou. Účelem jednání bylo vyjádření podpory Ukrajině a rovněž domluva další vojenské a humanitární pomoci.
Na 30. kongresu ODS v Praze v dubnu 2022 získal jako jediný kandidát na post předsedy strany 510 hlasů z 534, přičemž 24 hlasů bylo neplatných.

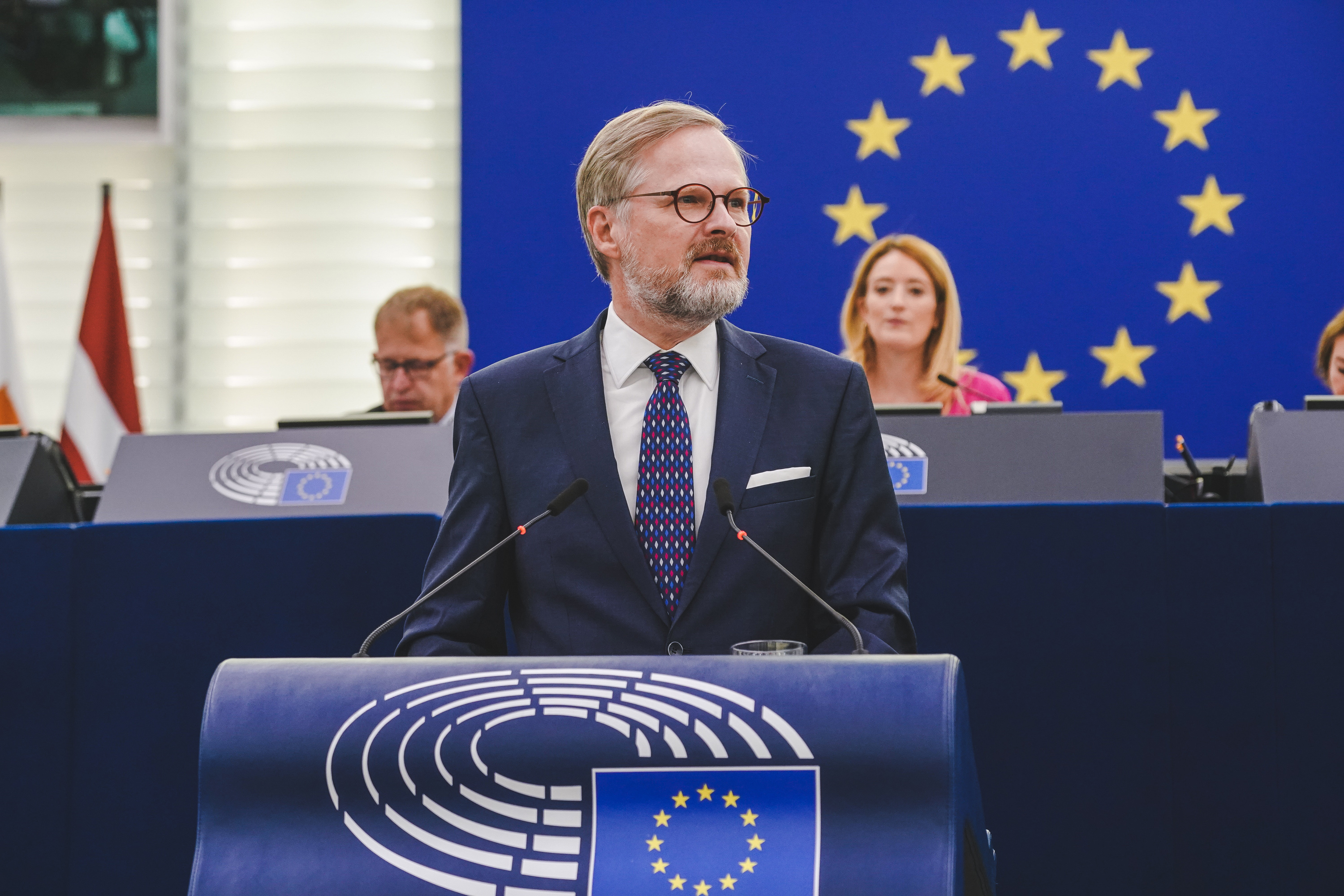
Fiala při projevu v Evropském parlamentu představuje české priority k předsednictví EU v roce 2022

Dne 9. června 2022 se setkal ve Vatikánu s papežem Františkem, se kterým hovořil kromě invaze na Ukrajinu i například o stavu náboženství v ČR. V červenci téhož roku oficiálně za Českou republiku převzal předsednictví Radě Evropské unie. Při této příležitosti přednesl projev na půdě Evropského parlamentu. Vyzval v něm k obraně evropských hodnot, pokračování podpory Ukrajině a k zařazení jádra mezi obnovitelné zdroje (což následně europoslanci svým hlasováním potvrdili).
Dne 6. října 2022 hostil na Pražském hradě historicky první summit Evropského politického společenství, platformy, která zahrnula všechny evropské země kromě Ruska, Běloruska a Kazachstánu. Summitu se zúčastnilo 44 státních delegací. Soukromě se sešel například s britskou premiérkou Liz Trussovou nebo s tureckým prezidentem Recepem Tayyipem Erdoğanem. Na pražský summit navázal 7. října summit Evropské rady.
Při jednání s ukrajinským prezidentem Volodymyrem Zelenským mu Fiala slíbil, že pokud Rusko použije na Ukrajině taktické jaderné zbraně, Česká republika se připojí k odvetné reakci NATO.
Během svého vystoupení na konferenci OSN o změně klimatu (COP27) v Egyptě dne 8. listopadu 2022 Fiala zmínil evropský plán „Fit for 55“, na jehož přípravě se podílela jeho vláda během českého předsednictví v Radě Evropské unie, zavázal se k přechodu Česka od uhlí k obnovitelným zdrojům a jaderné energii, a upozornil na pozitivní dopady energetické krize, které pomohou snížit závislost Evropy na ruském zemním plynu a na fosilních palivech obecně.

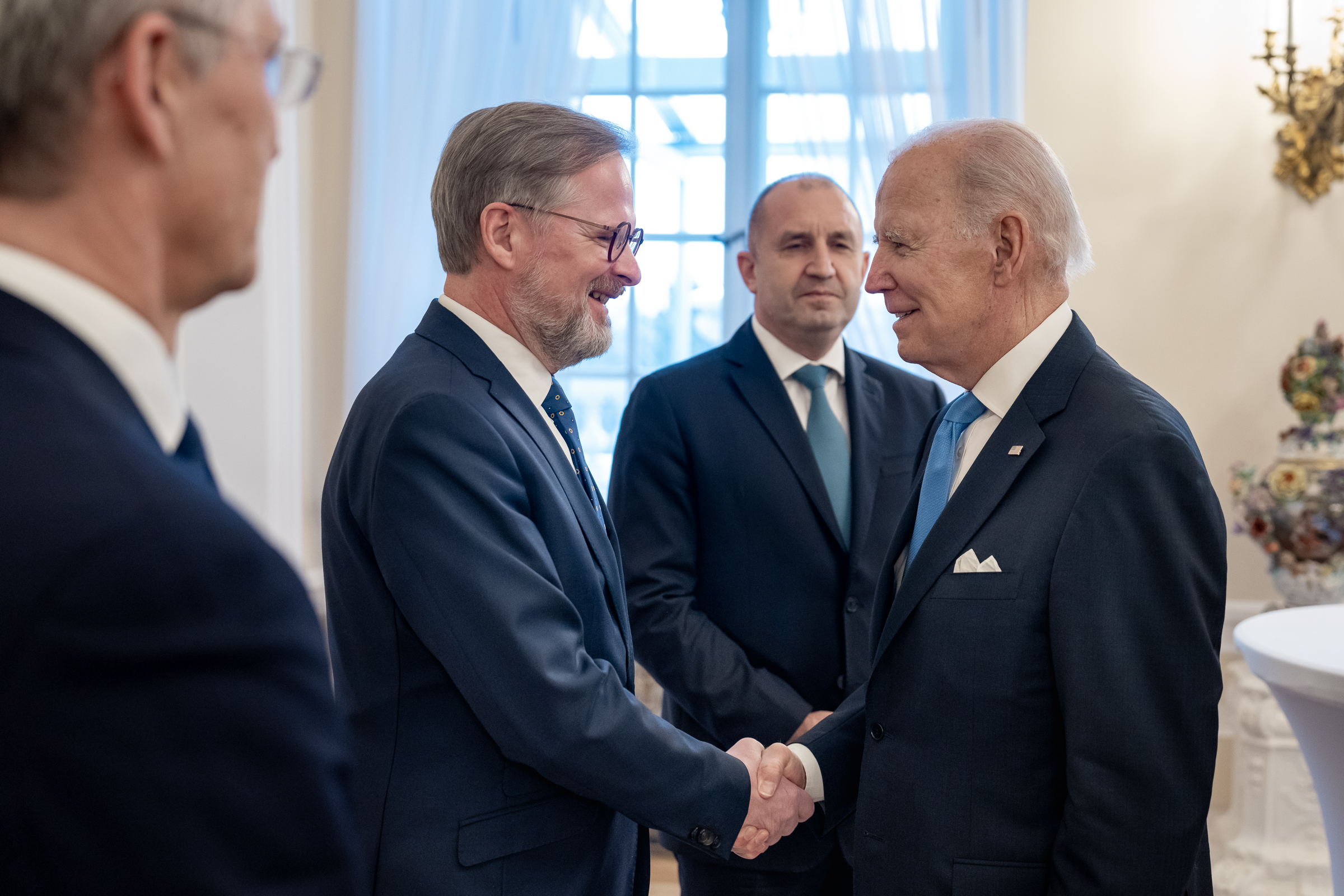
Fiala s americkým prezidentem Joem Bidenem a generálním tajemníkem NATO Jensem Stoltenbergem ve Varšavě v únoru 2023

Státní dluh Česka během Fialova vládnutí jen v samotném roce 2022 narostl o skoro 430 miliard korun. V roce 2023 přesáhlo zadlužení státu tři biliony korun.
V sociologickém průzkumu Centra pro výzkum veřejného mínění z února a března 2023 byla Fialova vláda veřejností hodnocena jako nejhorší od roku 2014: spokojenost s vyhlášeným programem vyjádřilo jen 30 % respondentů, zatímco 59 % lidí bylo nespokojených.
V únoru 2023 navštívil Spojené arabské emiráty, kde jednal s emírem Muhammadem ibn Zájid Ál Nahjánem a zúčastnil se zbrojařského veletrhu IDEX v Abú Dhabí. Ve svém prohlášení z března 2023 Fialova vláda slíbila, že bude řešit otázku odlivu dividend do zahraničí. Podle dat České národní banky bylo od ledna do srpna 2023 vyplaceno do zahraničí na dividendách a úrocích 286,3 miliardy korun. V dubnu 2023 navštívil Vietnam, kde se setkal s předsedou vlády Phạm Minh Chínhem a prezidentem Vo Van Thuongem, kteří jsou členy politbyra Komunistické strany Vietnamu, a jednal s nimi o posílení česko-vietnamské spolupráce. V Ho Či Minově mauzoleu v Hanoji uctil památku komunistického revolucionáře Ho Či Mina.

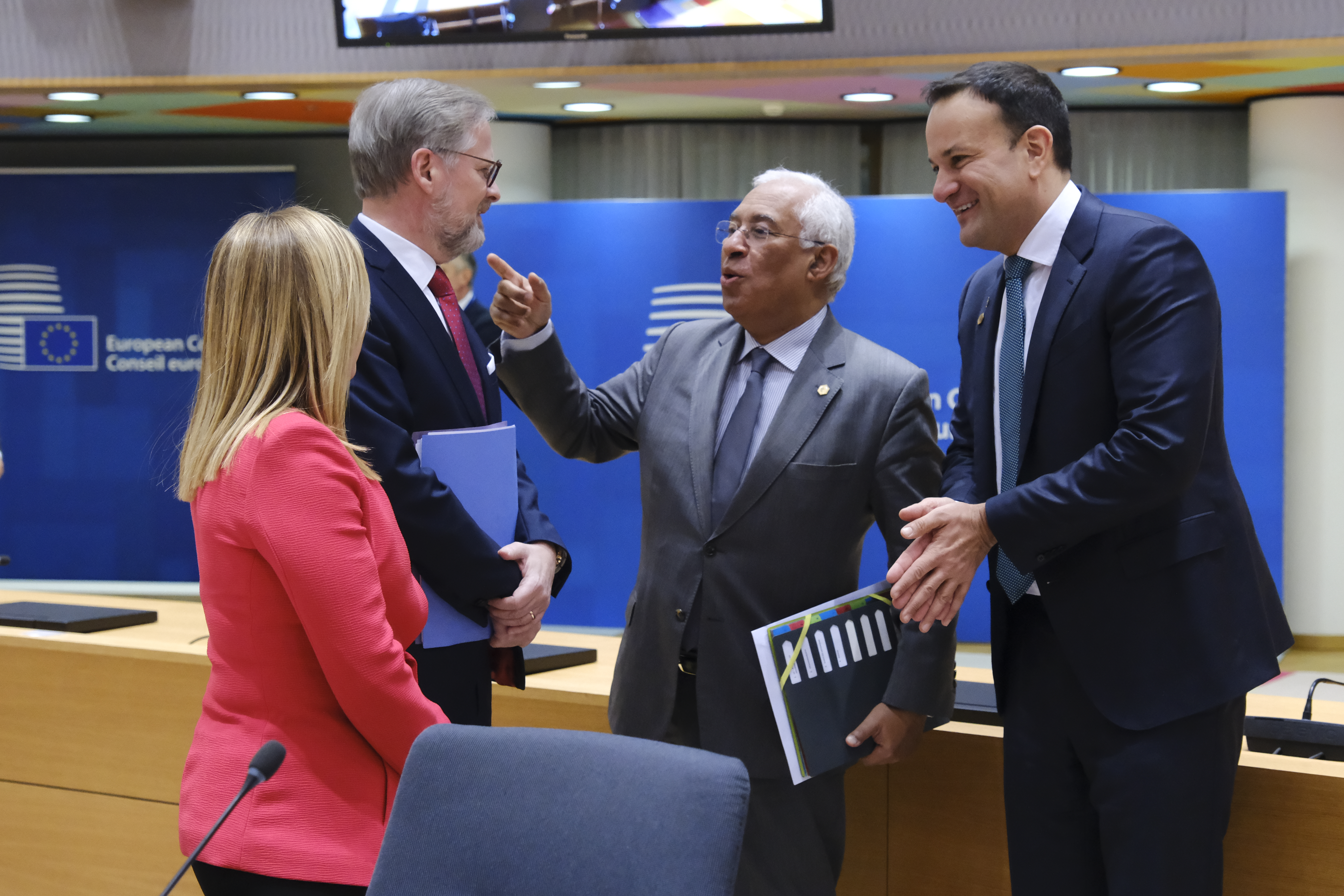
Fiala, italská premiérka Giorgia Meloniová, portugalský premiér António Costa a irský premiér Leo Varadkar v Evropské radě v Bruselu, únor 2023

Vláda Petra Fialy odsouhlasila v dubnu 2023 na úrovni Evropské rady v rámci plánu „Fit for 55“ nový systém emisních povolenek EU ETS 2, který od roku 2027 rozšíří systém emisních povolenek kromě těžkého průmyslu a energetiky i na vytápění domů a osobní dopravu, tedy na benzín, naftu, plyn a uhlí. „Fit for 55“ je součástí širší strategie Evropské unie k dosažení uhlíkové neutrality do roku 2050 známé jako Zelená dohoda pro Evropu (European Green Deal). Konečná podoba balíčku „Fit for 55“ byla dojednána během českého předsednictví v Radě Evropské unie od 1. července do 31. prosince 2022. Součástí balíčku je i zákaz prodeje nových osobních automobilů se spalovacími motory po roce 2035 nebo do roku 2033 ukončení těžby a prodeje uhlí, z něhož se vyrábí skoro polovina elektřiny v Česku. Podle kritiků nový systém emisních povolenek EU ETS2 způsobí po roce 2027 prudké zdražení pohonných hmot, energií a bydlení.
Koncem června 2023 označil za optimistické zprávy o ukrajinské ofenzívě proti ruským silám na Ruskem okupované jihovýchodní Ukrajině, ale varoval před „scénářem zamrzlého konfliktu, který by znamenal vytvoření centra trvalé bezpečnostní nestability ve východní Evropě.“ Podporoval dodávky českých zbraní na Ukrajinu a v červenci 2023 prohlásil, že „každý den od prvního dne války z České republiky odjíždí zhruba 10 tisíc kusů munice a alespoň jeden tank, raketomet či houfnice." Podle Fialy „Od začátku ruské invaze patří ČR mezi největší dárce a dodavatele vojenské pomoci Ukrajině. Byli jsme vůbec první, kdo dodal Ukrajině helikoptéry, tanky, houfnice, raketomety a bojová vozidla pěchoty.“

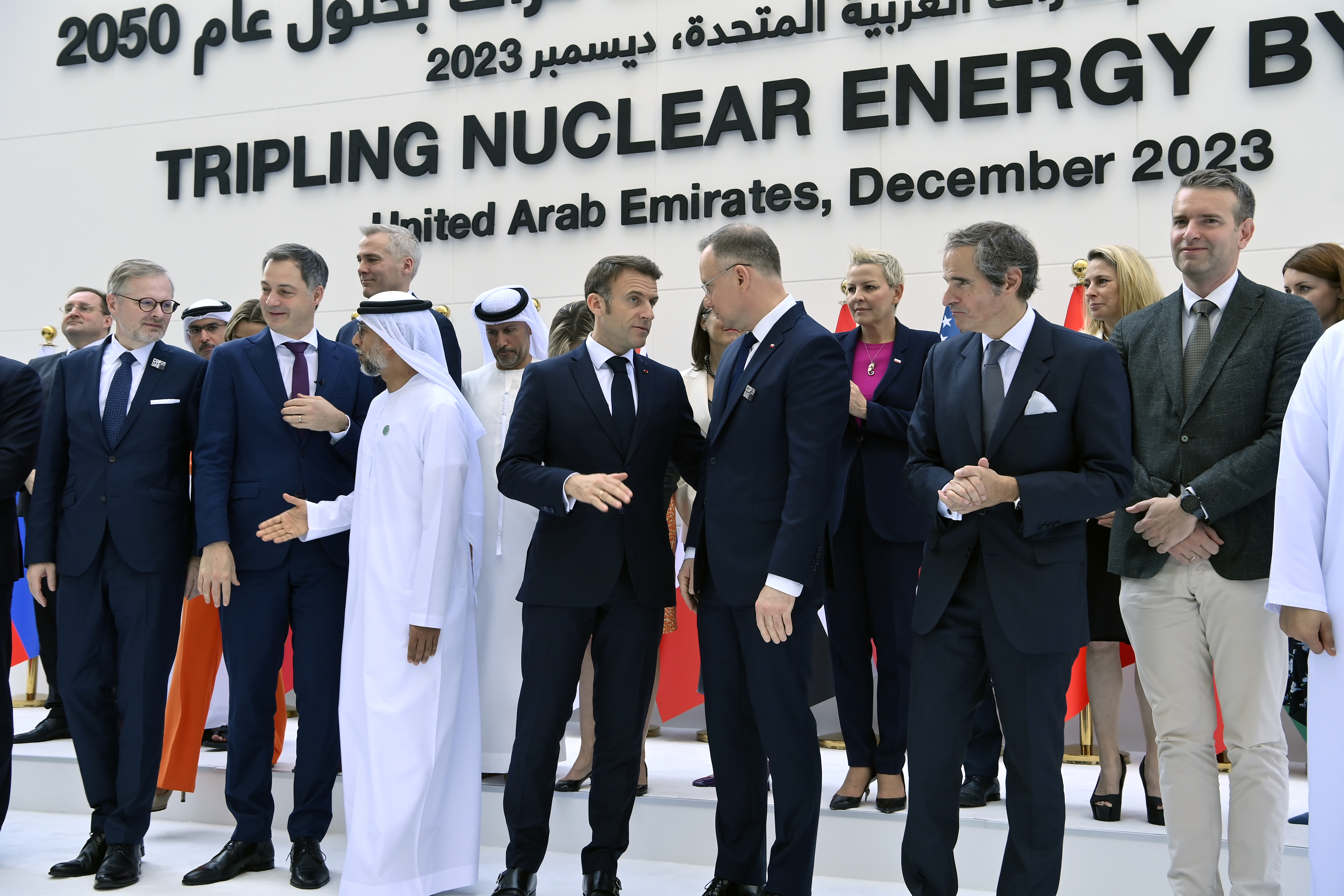
Fiala na konferenci OSN o změně klimatu v Dubaji 2. prosince 2023

Po útoku Hamásu na jižní Izrael a během války Izraele s Hamásem vyjádřil jednoznačnou podporu Izraeli a postup Izraele v Pásmu Gazy označil za legitimní sebeobranu. Dne 25. října 2023 navštívil Izrael a setkal se s izraelským premiérem Benjaminem Netanjahuem a prezidentem Jicchakem Herzogem. Podpořil přesun českého velvyslanectví v Izraeli z Tel Avivu do Jeruzaléma. Česká republika chce být podle Fialy „hlasem Izraele v Evropské unii“.
Počátkem listopadu 2023 navštívil bavorský Waldsassen, který sousedí s Chebem, kde při nakupování potravin dospěl k závěru, že „Prakticky totožné výrobky od stejných producentů, od stejných výrobců jsou v České republice prostě dražší, ale navíc se zdá, že v Německu mají větší balení.“ Fiala slíbil, že bude od mezinárodních firem chtít slyšet „veřejné vysvětlení“, ale zároveň dodal, že vláda nemůže ovlivňovat tvorbu cen.

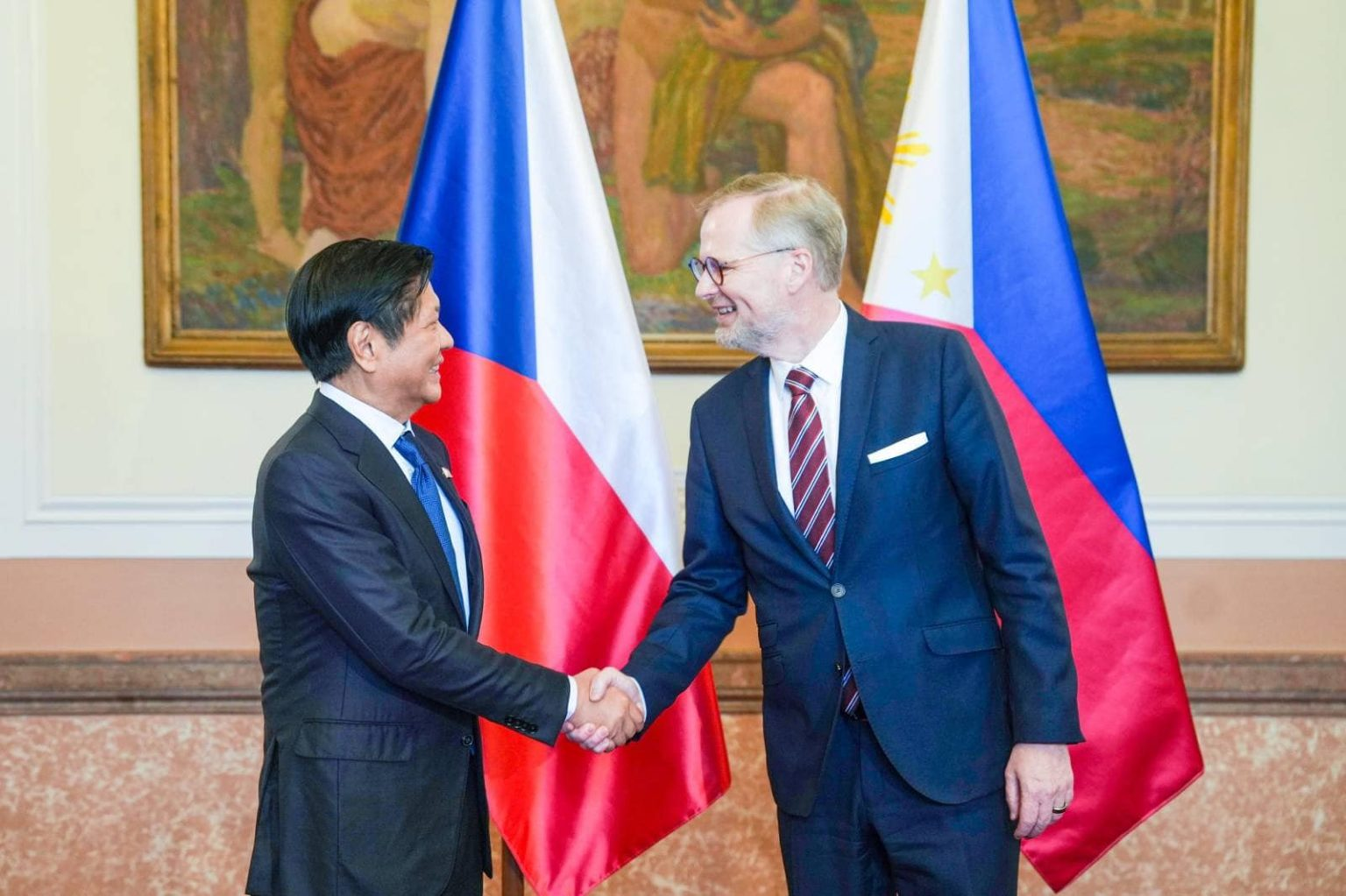
Fiala a filipínský prezident Bongbong Marcos v březnu 2024

Dne 4. listopadu 2023 přicestoval do Addis Abeby v Etiopii, kde se setkal s etiopským premiérem Abiym Ahmedem. Na vojenské základně v Bishoftu se Fiala sešel s velitelem etiopského letectva a to navzdory skutečnosti, že podle nezávislých expertů z univerzity v Ghentu při potlačování povstání ve státě Tigraj zahynulo v letech 2020-2022 až 600 000 lidí a docházelo k páchání válečných zločinů ze strany etiopské armády. Dne 6. listopadu 2023 zrušila Nigérie, která je klíčovou zemí v subsaharské Africe, plánovanou Fialovu návštěvu. Podle expertů a opozičních politiků to mohlo souviset s vystupováním vlády na podporu Izraele v OSN, kde Česká republika jako jedna ze 14 zemí nepodpořila rezoluci vyzývající k humanitárnímu příměří ve válce v Gaze.
Na 31. kongresu ODS v Praze v dubnu 2024 obhájil funkci předsedy strany, když získal 424 hlasů od 525 přítomných delegátů kongresu. Dne 15. dubna 2024 se na oficiální návštěvě Spojených států amerických setkal s americkým prezidentem Joem Bidenem.
V dubnu 2024 odsoudil útok Íránu na Izrael, který byl proveden v odvetě za izraelský útok na íránský konzulát v Damašku, a prohlásil, že „íránské dlouhodobé agresivní chování brání blízkovýchodnímu regionu žít v míru a bezpečí.“

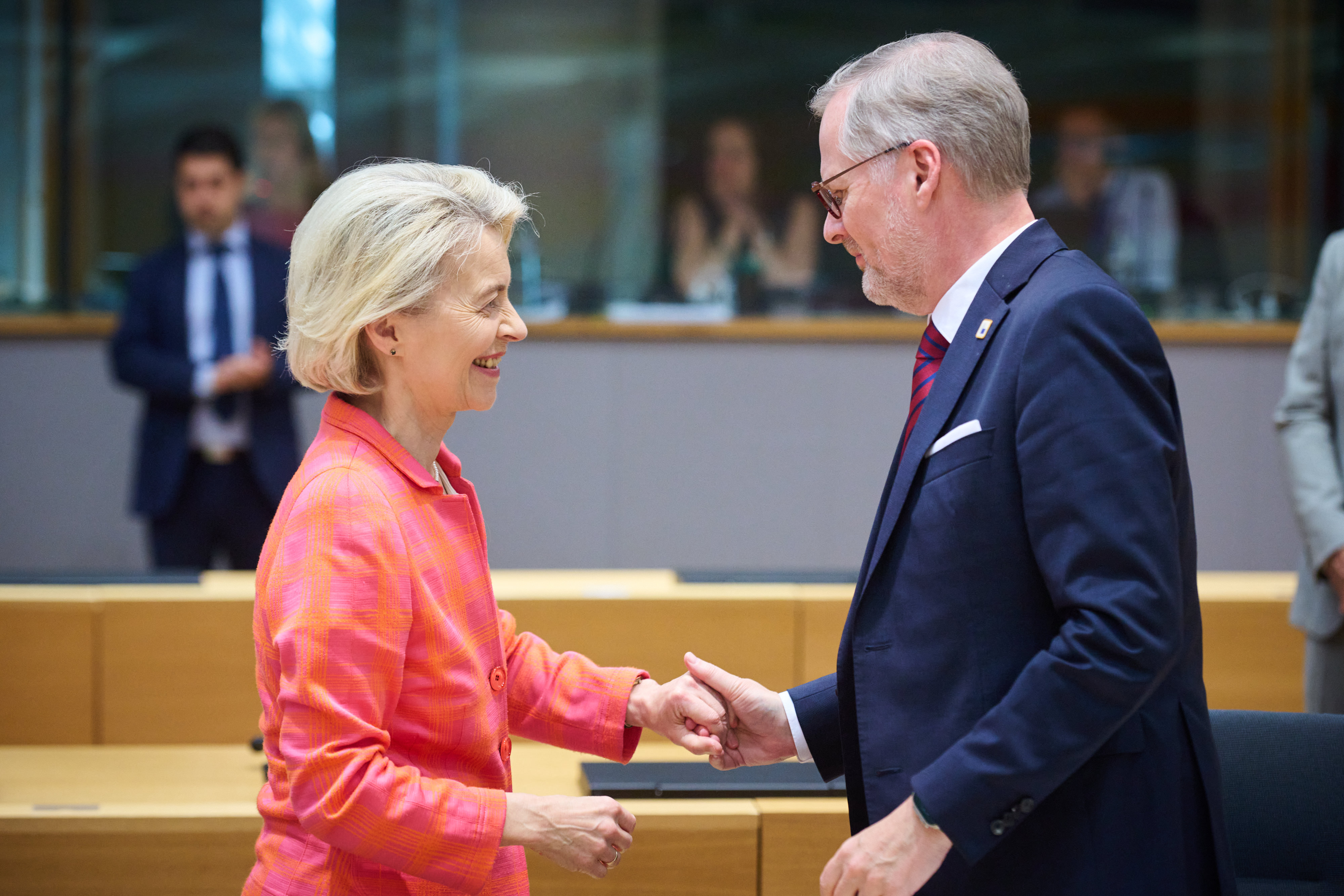
Fiala s předsedkyní Evropské komise Ursulou von der Leyenovou během zasedání Evropské rady v Bruselu, 27. června 2024

V červenci 2024 Fialova vláda rozhodla, že vítězem tendru na dostavbu dvou bloků jaderné elektrárny Dukovany se stane jihokorejská společnost KHNP. Fiala pověřil ministra průmyslu a obchodu Síkelu a ministra financí Stanjuru, aby do konce roku 2024 předložili plán, jak financovat dostavbu Dukovan. Stavba dvou bloků by měla vyjít na 400 miliard korun.
V červenci 2024 Fialova vláda odložila schvalování tří dokumentů pod názvem „Energetická koncepce státu“, „Klimaticko-energetický plán“ a „Politika ochrany klimatu“, které určují energetickou a klimatickou politiku Česka, tak jak se vláda v roce 2023 zavázala v rámci evropského plánu „Fit for 55“, který je součástí Zelené dohody pro Evropu. Terčem kritiky se stalo především rozšíření emisních povolenek na vytápění domů a osobní dopravu od roku 2027, které podle některých ekonomů a firem způsobí výrazné zdražení pohonných hmot, energií a bydlení. Fiala odmítl kritiku opozice a prohlásil: „Představa, že se budou lidem a firmám věci zdražovat, je něco, co nechceme udělat, co neuděláme a co připustíme jenom tam, kde už se k tomu v minulosti Česká republika zavázala.“ Směrnice o rozšíření systému emisních povolenek měla být implementována do české legislativy do poloviny roku 2024. Místopředseda opozičního ANO Karel Havlíček prohlásil, že Fialova vláda odložila projednávání a schválení tří strategických dokumentů, protože se nepříjemné téma pokouší „vymlčet“ a přenechat ho příští vládě po volbách v roce 2025.
V květnu 2025 prohlásil, že by podpořil roční výdaje na obranu ve výši 420 miliard korun. V červnu 2025 k bitcoinové kauze Fiala sdělil, že ho ministr spravedlnosti Pavel Blažek před několika týdny „mezi řečí“ informoval o přijetí bitcoinového daru.
Dne 22. června 2025 podpořil americké útoky na íránská jaderná zařízení, které se odehrály jako součást izraelsko-íránské války.
Ve volbách do Poslanecké sněmovny Parlamentu ČR v roce 2025 je z pozice člena ODS lídrem koalice SPOLU (tj. ODS, KDU-ČSL a TOP 09) v Jihomoravském kraji.

## Veřejné aktivity
V osmdesátých letech se zapojil do nezávislých občanských aktivit, v letech 1984–1989 se účastnil tzv. podzemní univerzity, bytových seminářů zaměřených na politickou filozofii v Brně, byl zapojen do neoficiálních křesťanských aktivit především v okruhu tajně vysvěceného biskupa Stanislava Krátkého. S několika brněnskými studenty založil a v letech 1988–1989 vydával samizdatový vysokoškolský časopis Revue 88.

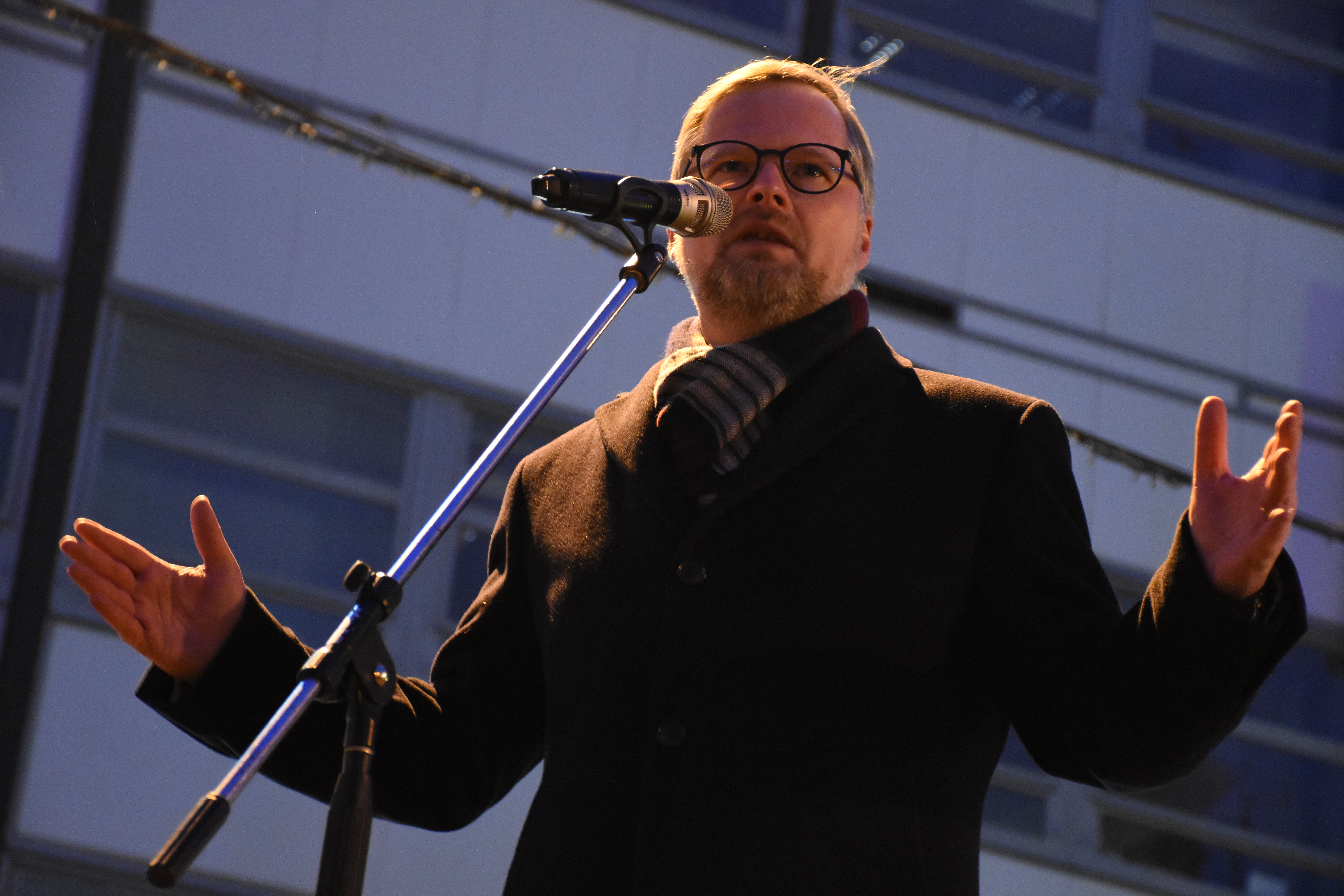
Petr Fiala na demonstraci proti zvolení Zdeňka Ondráčka do čela komise pro kontrolu GIBS, rok 2018

Po listopadu 1989 pokračoval v publikačních a občanských aktivitách, působil jako redaktor a editor např. v časopisech Proglas, Revue Politika, Kontexty apod. V roce 1993 založil s přáteli občanské sdružení Centrum pro studium demokracie a kultury (CDK), think-tank, který se stal jednou z nejúspěšnějších neziskových vzdělávacích a kulturních organizací.
Dlouhodobě působí také v institucích a orgánech zabývajících se vysokým školstvím a výzkumem v ČR i v zahraničí. V letech 2005–2009 byl opakovaně zvolen místopředsedou, v letech 2009–2011 předsedou České konference rektorů, na mezinárodní úrovni byl mj. členem Rady Evropské univerzitní asociace (2009–2011). Parlamentem byl v roce 2007 zvolen do Rady Ústavu pro studium totalitních režimů, kde působil pět let, vládou ČR byl v roce 2002 jmenován členem Akreditační komise (do roku 2004), v roce 2008 se stal členem Rady pro výzkum, vývoj a inovace, jejímž je nyní místopředsedou. Je členem mnoha vědeckých a akademických rad veřejných i soukromých vysokých škol a výzkumných institucí v České republice i v zahraničí. Za svou vědeckou a akademickou činnost obdržel řadu ocenění, v roce 2011 byl vyznamenán Zlatou plaketou prezidenta republiky.
Je předsedou správní rady nezávislého think-tanku Pravý břeh, jehož cílem je přispívat k vytváření ideového zázemí pravicové liberálně-konzervativní politiky. Dne 27. února 2022 se zúčastnil demonstrace na Václavském náměstí na podporu Ukrajiny v reakci na ruský útok na Ukrajinu, vystoupil zde rovněž s projevem.
V roce 2005 byl součástí komise v soutěži českých a moravských vín TOP 77.

## Názory
Petr Fiala má liberálně konzervativní až národně konzervativní názory prezentované institutem Petra Fialy Pravý břeh, jehož název vyjadřuje opozici k francouzským levicovým intelektuálům na levém břehu Seiny.[zdroj⁠?!] Je proti stejnopohlavnímu manželství, je kritický k přijímání migrantů a zelené politice (ale Zelenou dohodu schválil), první zvolení Donalda Trumpa uvítal jako protest proti „přílišné politické korektnosti, umělému multikulturalismu a rozsáhlým sociálním programům“. Ve válce na Ukrajině podporu Ukrajině vyjádřil mj. svou návštěvou ostřelovaného Kyjeva, v konfliktu na Blízkém východě podporuje Izrael.
V říjnu 2015 volal po vojenské invazi pozemních vojsk západních zemí na Blízký východ, protože podle Fialy „Problém migrační vlny a destabilizace Blízkého východu a severní Afriky nevyřešíme, pokud nepřikročíme k vojenské akci.“ Naopak odmítl zapojení Ruska do války proti Islámskému státu.

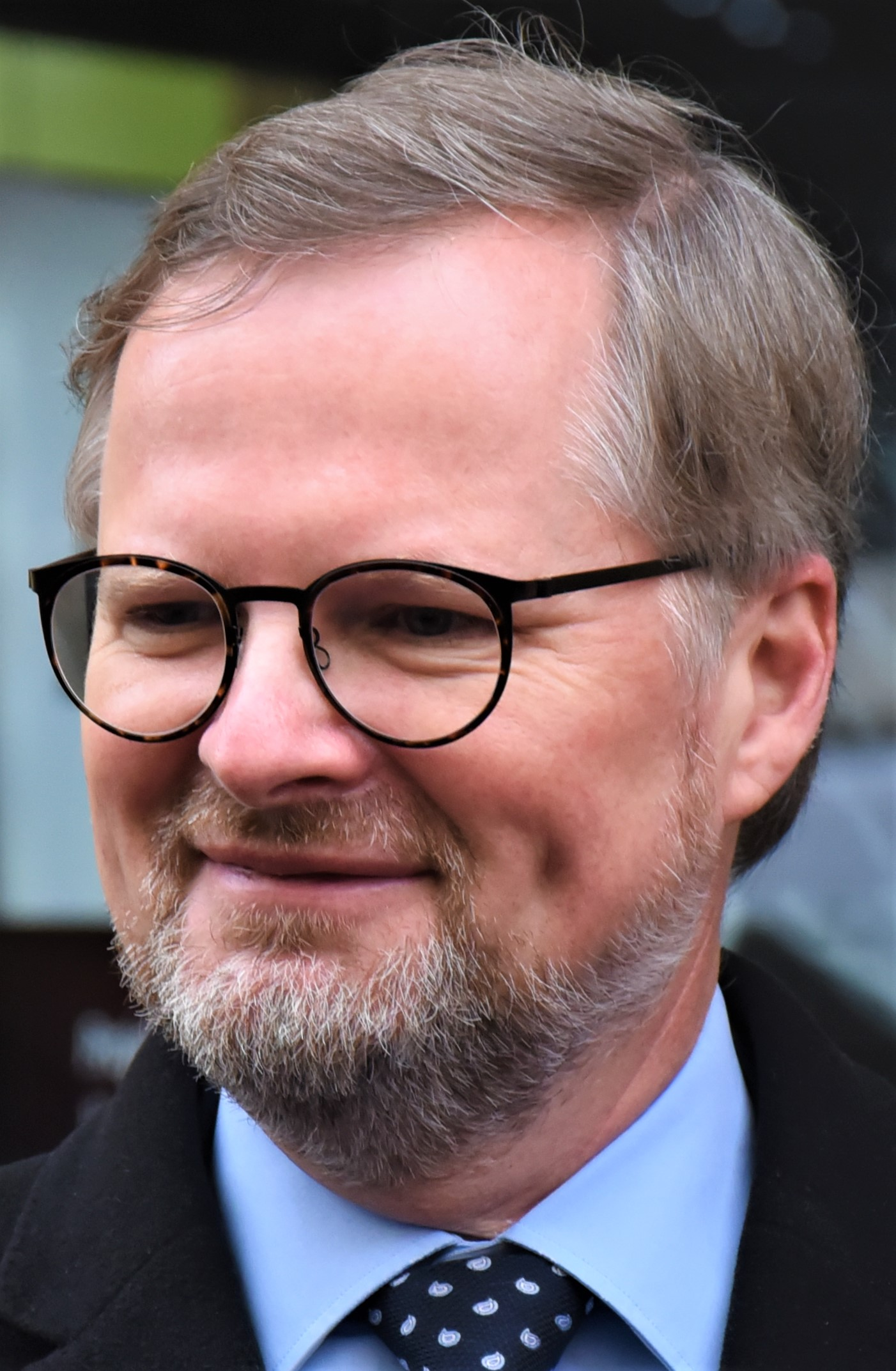
Petr Fiala, rok 2019

V srpnu 2016 prohlásil, že „radikální islám je ve válce s Evropou ... česká vláda neměla přistupovat na nesmyslnou migrační politiku EU, nedopustit kvóty a nepřijímat sem migranty, kteří představují riziko.“
V červnu 2018, při vzpomínce na vysídlence a běžence, německá kancléřka Angela Merkelová odsoudila vysídlení Němců z Československa a dalších zemí střední a východní Evropy po druhé světové válce. Fiala reagoval na výroky kancléřky Merkelové o neexistenci morálního a politického ospravedlnění pro odsun německých menšin slovy, že „Vytahování věci z minulosti a jejich jednostranná interpretace rozhodně nepomáhají rozvoji vzájemných vztahů.“
Odmítl stažení českých vojáků z války v Afghánistánu, protože „z boje se neutíká“. V říjnu roku 2019 odsoudil vojenskou agresi Turecka, členského státu NATO, která byla namířena proti Kurdům na území Rojavy na severu Sýrie, a prohlásil, že „Situace na Blízkém východě se po této turecké vojenské operaci na severu Sýrie výrazně zhoršila.“
Přivítal vítězství polské vládnoucí strany Právo a spravedlnost (PiS) v polských parlamentních volbách v říjnu 2019 a připomněl, že ODS a PiS dlouhodobě spolupracují ve společné frakci v Evropském parlamentu. Omezil by negativní dopady těžby na české území v polském hnědouhelném dole Turów poblíž českých hranic.
Podporuje Izrael a jeho politiku. Kritizoval ministra zahraničí Tomáše Petříčka, ministra kultury Lubomíra Zaorálka a bývalého ministra zahraničí Karla Schwarzenberga za jejich společné prohlášení z 23. května 2020, ve kterém odsoudili plánovanou izraelskou anexi židovských osad, které Izrael od roku 1967 vybudoval na sporném území Západního břehu Jordánu.
Počátkem června 2020 neznámé pachatelky posprejovaly pražskou sochu britského premiéra Winstona Churchilla, která stojí na náměstí Winstona Churchilla na Žižkově, nápisy „Byl rasista. Black Lives Matter“. Heslo odkazuje na vlnu protestů proti policejní brutalitě a rasismu, kterou spustila smrt George Floyda ve Spojených státech. Fiala vandalský útok na Churchillovu sochu odsoudil a prohlásil, že posprejování sochy „velkého demokratického politika Winstona Churchilla, který se podílel na porážce Adolfa Hitlera“, je „hloupé a ostudné“.
Odmítl jakékoli zapojení Ruska a Číny do stavby nového bloku Jaderné elektrárny Dukovany. O vlivu člověka na současné klimatické změny prohlásil, že „odpověď není úplně jednoznačná.“

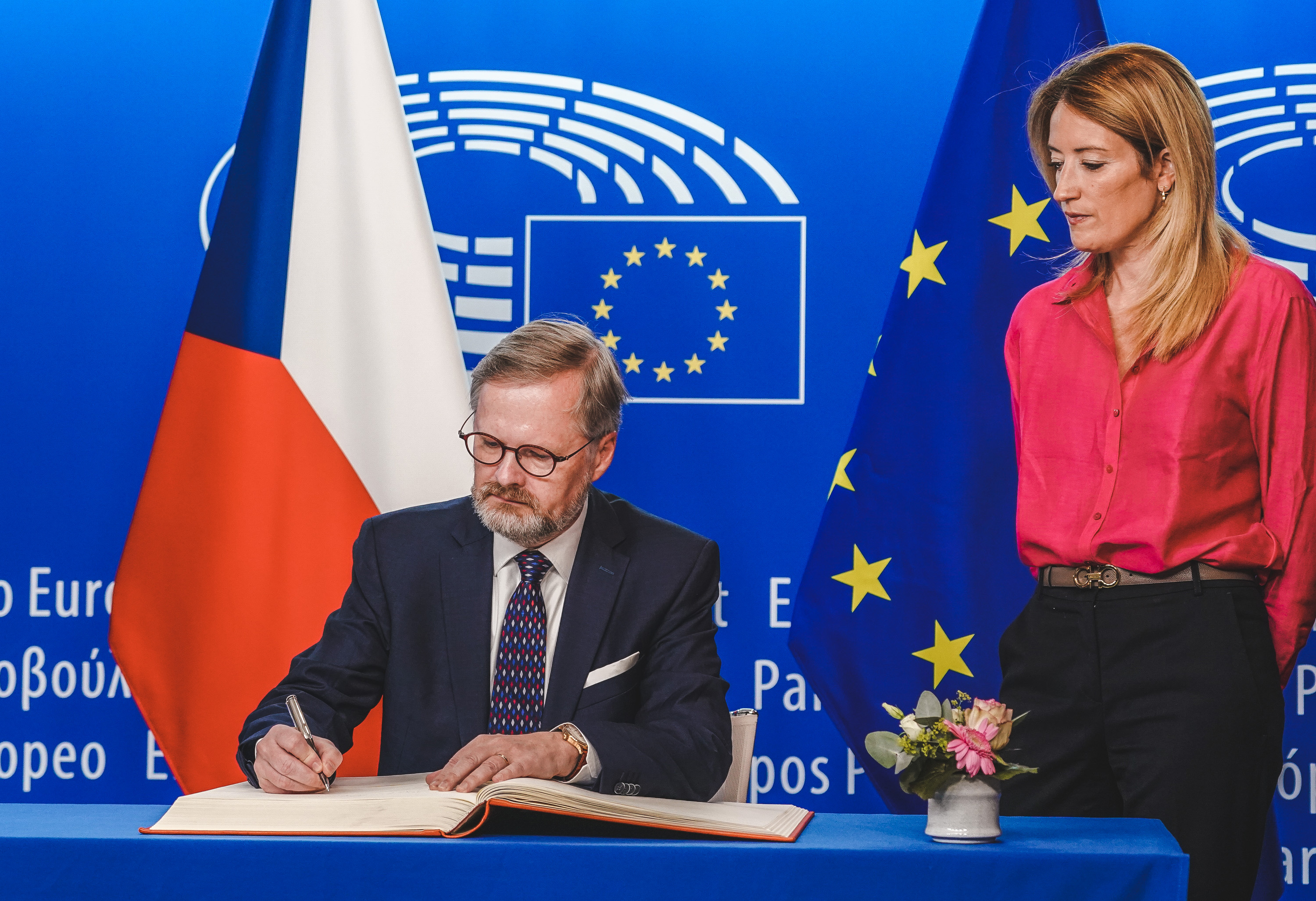
Konečná podoba Zelené dohody a balíčku „Fit for 55“ byla dojednána během českého předsednictví EU v roce 2022

Před volbami do Poslanecké sněmovny v říjnu 2021 se vyjádřil kriticky k Zelené dohodě pro Evropu (European Green Deal), souboru politických iniciativ Evropské komise, která počítá například se zákazem prodeje nových benzinových a dieselových aut od roku 2035, nicméně v květnu 2021 napsal, že „Green Deal je realita. Nemá už smysl spekulovat nad tím, jak by to mohlo být jinak. Teď musíme využít příležitost, jak investicemi do udržitelného rozvoje, obnovitelných zdrojů a cirkulárního hospodářství modernizovat českou ekonomiku a zvýšit kvalitu života.“ V listopadu 2022 jako premiér Česka vyzval k boji proti klimatickým změnám a podpořil klimatický balíček „Fit for 55“, který je součástí Zelené dohody pro Evropu.
V roce 2021 varoval před rostoucím státním dluhem Česka a prohlásil, že „Výdaje státu za posledních několik let vzrostly o 600 miliard korun, to je o 50 procent a pořád si na to musíme půjčovat.“ Odmítl zvyšování daní a proti zadlužení státu by bojoval snižováním veřejných výdajů.
Vyjádřil se proti manželství osob stejného pohlaví a ve své knize Od A do Z napsal, že „nikdo nemůže chtít, abych věřil, že lidé stejného pohlaví mají vytvářet manželství a rodinu, která se rovná té přirozené.“
Ruského prezidenta Vladimira Putina označil za válečného zločince a přivítal zatykač, který na Putina vydal Mezinárodní trestní soud v Haagu v březnu 2023.
Dne 1. listopadu 2023 se zúčastnil veřejného shromáždění na Staroměstském náměstí v Praze, aby podpořil Izrael po teroristickém útoku Hamásu na Izrael a během války Izraele s Hamásem v Gaze. Na shromáždění prohlásil, že Česko bude vystupovat jako hlas Izraele v Evropě. Dne 11. ledna 2024 odmítl tvrzení Jihoafrické republiky, že se Izrael dopouští na Palestincích v Gaze genocidy, a varoval před pokusy politizovat Mezinárodní soudní dvůr v Haagu.
V květnu 2024 kritizoval Mezinárodní trestní soud (ICC) v Haagu za návrh vydat zatykač na izraelského premiéra Benjamina Netanjahua pro obvinění z válečných zločinů v Gaze. Při debatě se studenty z Fakulty sociálních studií Masarykovy univerzity v březnu 2025 prohlásil, že osobně nepovažuje Netanjahua za válečného zločince. Poté, co Izrael v březnu 2025 ukončil příměří trvající od 19. ledna a obnovil letecké útoky na Pásmo Gazy, Fiala prohlásil, že „dokud budou v Gaze vládnout teroristé, mír tam nebude.“
V prosinci 2024 přivítal pád Asadova režimu v Sýrii a uvedl, že „sázka na Rusko Asadovi nakonec nevyšla. Přejme Sýrii stabilitu a svobodu, nikoliv chaos nebo vládu teroristů.“

## Kritika a kontroverze
V lednu 2024 byla zveřejněna informace, že Petr Fiala vlastnil podíl v Podnikatelské družstevní záložně (PDZ), což neuvedl ve svých majetkových přiznáních. Tomuto bankovnímu ústavu roku 2021 FAÚ udělil pokutu za porušování povinnosti při dohledu na možné praní špinavých peněz. ČNB mu také udělila pokutu za neexistující kontrolní systém.
Jako kontroverzní bylo vnímáno jeho vyjádření z listopadu 2024 o potřebě dalších čtyř roků vládnutí, aby platy v Česku dosáhly německé úrovně, což ekonomové kritizovali jako nesplnitelný populistický výrok. Prohlásil také, že vláda splnila 93 % programového prohlášení, kritizovaná však byla její rozpočtová politika, zvyšování daní, nedostatečná podpora bydlení, učitelů a infrastruktury.
Média se také zaměřila na Fialovo údajné propojení s děkanem Fakulty sociálních studií Masarykovy univerzity Stanislevem Balíkem s odkazem na protestující studenty. Protestujícím vadí, že premiér údajně využívá akademickou půdu k předvolebnímu zviditelnění, jelikož školský zákon zakazuje ve školách činnost politických stran či jejich propagaci. Balík popřel, že by měl s debatou Fialy na fakultě cokoliv společného.
Situace na Fakultě sociálních studiích nebyla jediným případem, kdy se Fiala setkal se studenty školy mimo oficiální výuku. Případ z listopadu 2023, kdy se Fiala setkal se studenty rožnovského gymnázia v soukromé firmě onsemi, se lišila tím, že hejtman Radim Holiš (ANO) si nepřál hostit debatu na půdě školy. I přes to, že školský zákon zakazuje činnost politických stran a hnutí a také jejich propagaci ve školách, setkal se Fiala se studenty brněnského gymnázia a gymnázia v Horních Počernicích.

## Galerie

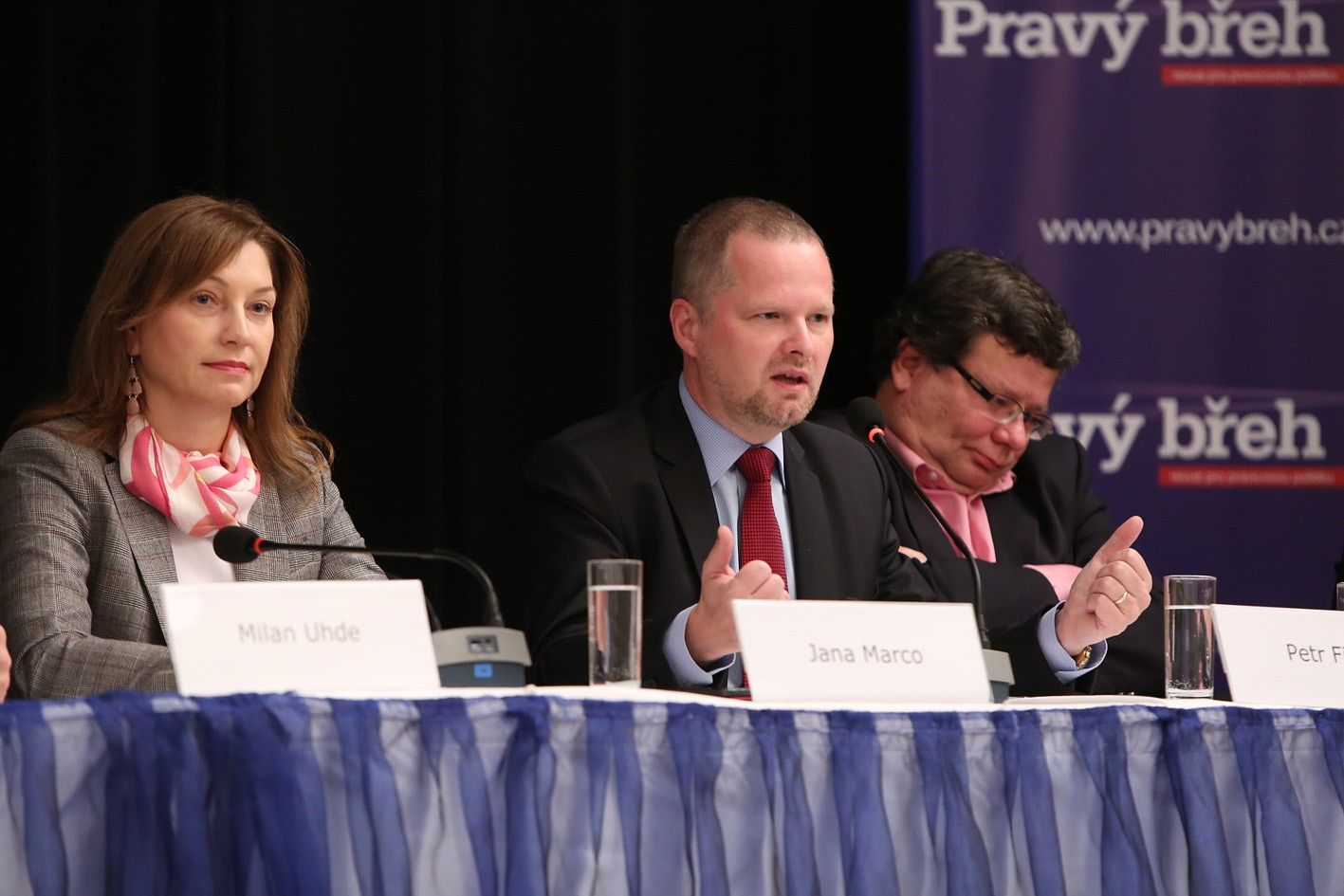
Beseda 25 let demokracie a budoucnost svobody think-tanku Pravý břeh (2014)
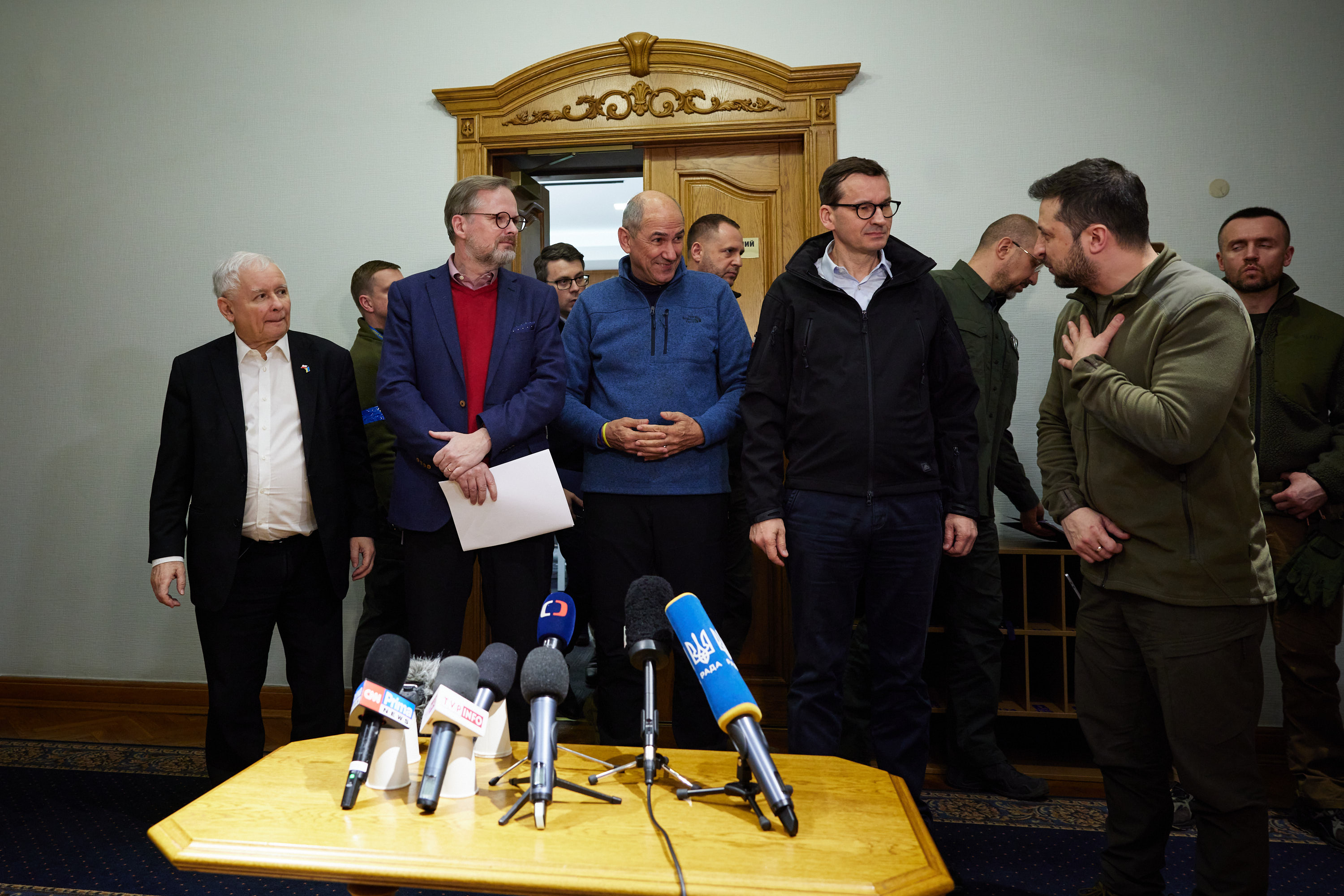
V Kyjevě s ukrajinským prezidentem Zelenským a dalšími členy delegace Kaczynským, Janšou a Morawieckým (15. března 2022)
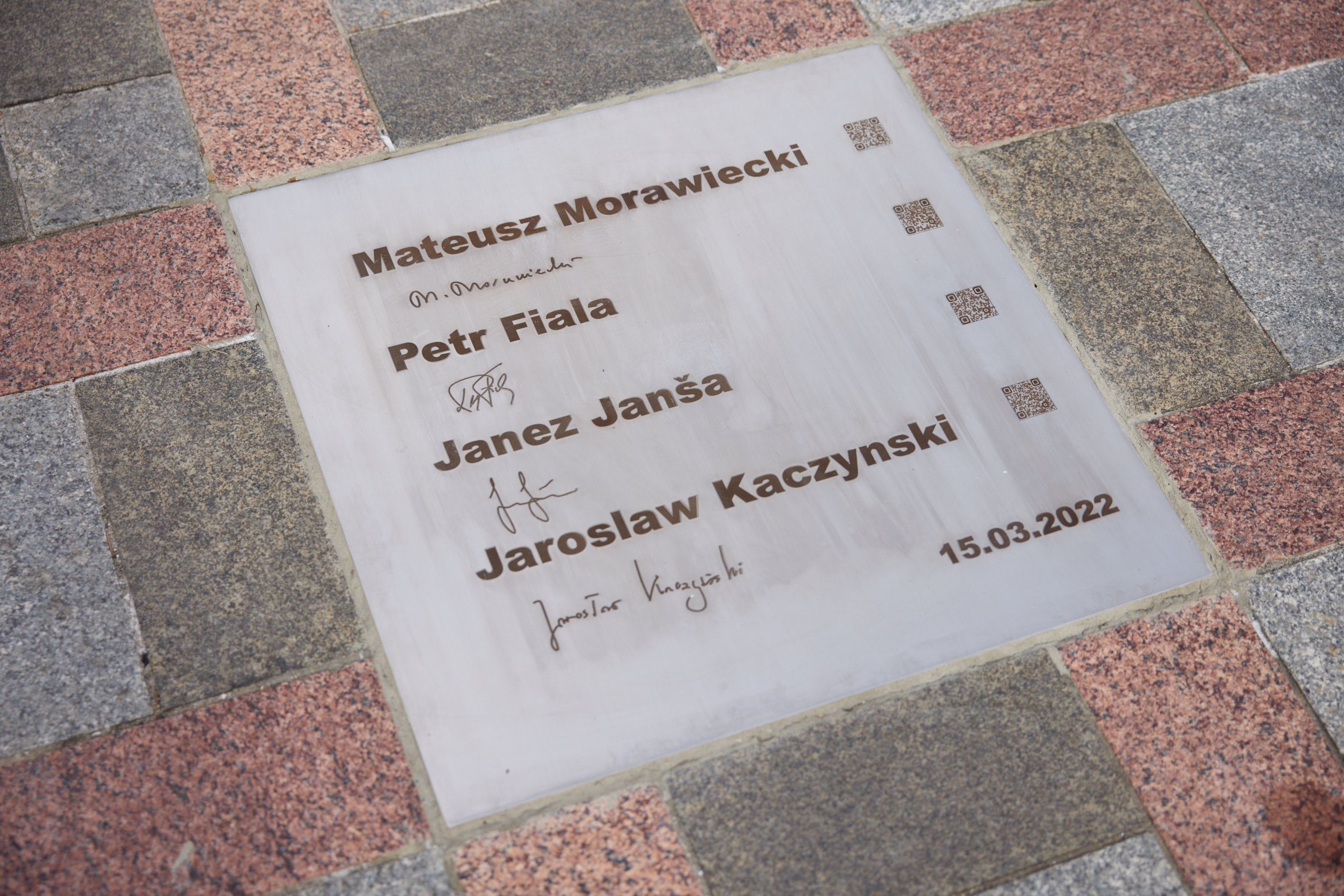
Jméno Petra Fialy na kyjevském „Chodníku statečných“
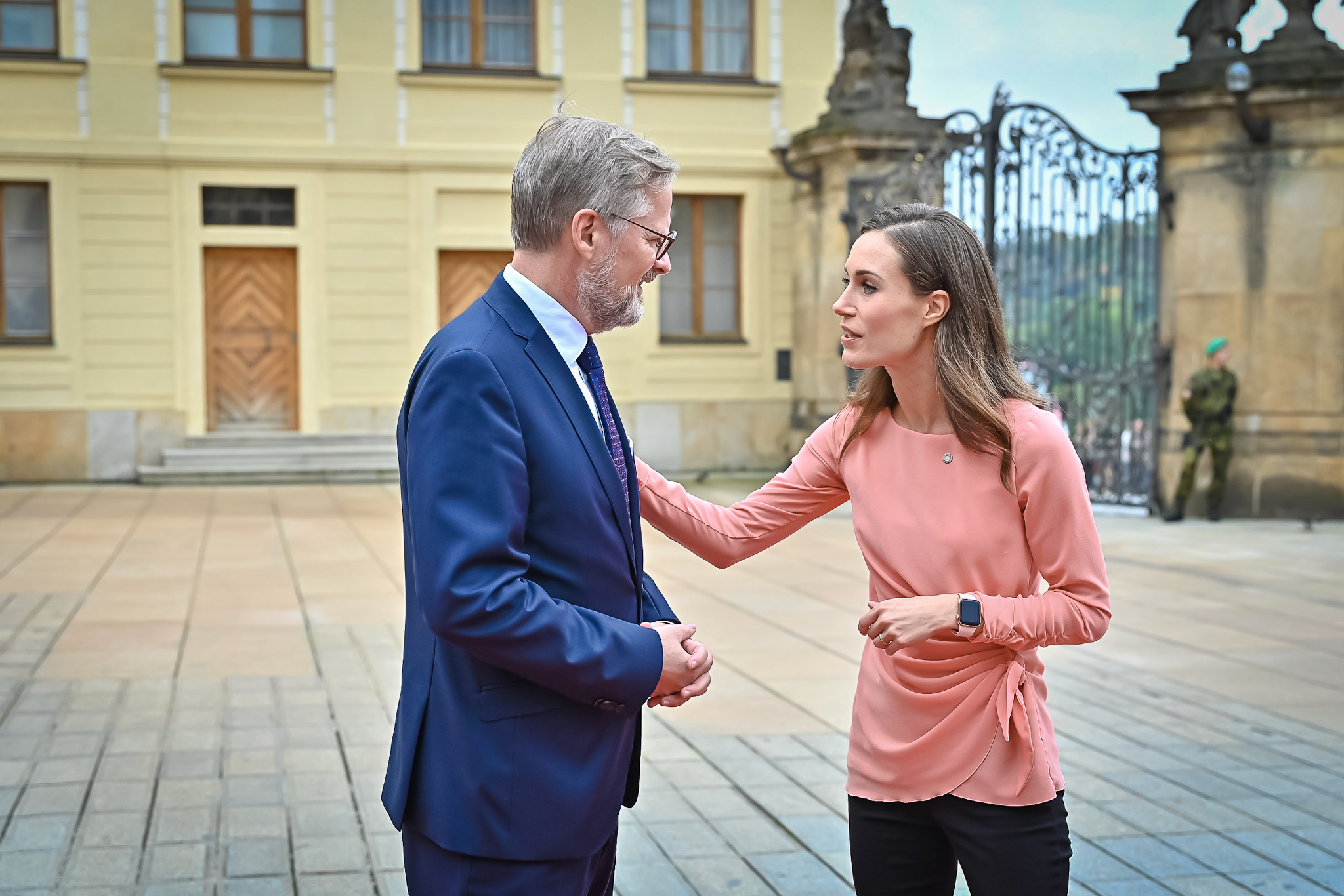
Na Pražském hradě s finskou premiérkou Sannou Marinovou při summitu EPS (2022)

## Publikační činnost
- Fiala, P.: Katolicismus a politika. Brno 1995. ISBN 80-85959-01-1.
- Fiala, P.: Německá politologie. Brno 1995. ISBN 80-85959-06-2.
- Fiala, P. (ed.): Politický extremismus a radikalismus v České republice. Brno 1998. ISBN 80-210-1798-8.
- Fiala, P. – Strmiska, M.: Teorie politických stran. Brno 1998. ISBN 80-85947-31-5.
- Fiala, P. – Hanuš, J.: Skrytá církev. Brno 1999. ISBN 80-85959-39-9.
- Fiala, P. – Hanuš, J. (eds.): Koncil a česká společnost. Brno 2000. ISBN 80-85959-75-5.
- Fiala, P. – Mikš, F. (eds.): Česká konzervativní a liberální politika. Brno 2000. ISBN 80-85959-73-9.
- Fiala, P. – Schubert, K.: Moderní analýza politiky. Brno 2000. ISBN 80-85947-50-1.
- Fiala, P. – Pitrová, M. (eds.): Rozšiřování ES/EU. Brno 2001. ISBN 80-210-2645-6.
- Fiala, P. – Hanuš, J. (eds.): Katolická církev a totalitarismus v českých zemích. Brno 2001. ISBN 80-85959-98-4.
- Fiala, P. – Holzer, J. – Strmiska, M. (eds.): Politické strany ve střední a východní Evropě. Brno 2002. ISBN 80-210-3036-4.
- Fiala, P. – Herbut, R. (eds.): Středoevropské systémy politických stran. Brno 2003. ISBN 80-210-3091-7.
- Fiala, P. – Pitrová, M.: Evropská unie. Brno 2003. ISBN 80-7325-015-2; 2. dopl. a aktual. vyd. 2009. ISBN 978-80-7325-180-2.
- Antoszewski, A. – Fiala, P. – Herbut, R. – Sroka, J. (eds.): Partie i systemy partyjne Europy Środkowej. Wroclaw 2003. ISBN 83-229-2425-9.
- Fiala, P. – Hanuš, J.: Die Verborgene Kirche. Paderborn 2004. ISBN 3-506-72447-9.
- Fiala, P. – Hanuš, J. – Vybíral, J. (eds.): Katolická sociální nauka a současná věda. Brno, Praha 2004. ISBN 80-7325-024-1.
- Dančák, B. – Fiala, P. – Hloušek, V. (eds.): Evropeizace. Brno 2005. ISBN 80-210-3865-9.
- Dočkal, V. – Fiala, P. – Pitrová, M. – Kaniok, P. (eds.): Česká politika v Evropské unii. Brno 2006. ISBN 80-210-4076-9.
- Fiala, P. – Mareš, M. – Sokol, P.: Eurostrany. Brno 2007. ISBN 80-87029-05-4.
- Fiala, P.: Laboratoř sekularizace. Brno 2007. ISBN 978-80-7325-141-3.
- Fiala, P.: Evropský mezičas. Brno 2007. ISBN 80-87029-04-6; 2. aktualizované a rozšířené vydání 2010. ISBN 978-80-87029-99-2.
- Fiala, P. – Foral, J. – Konečný, K. – Marek, P. – Pehr, M. – Trapl, M. (eds.): Český politický katolicismus 1848–2005. Brno 2008. ISBN 978-80-7325-155-0.
- Fiala, P. a kol. (ed.): Evropeizace zájmů. Brno 2009. ISBN 978-80-210-4920-8.
- Balík, S. – Císař, O. – Fiala, P. (eds.): Veřejné politiky v České republice v letech 1989–2009. Brno 2010.
- Fiala, P.: Politika, jaká nemá být. Brno 2010. ISBN 978-80-7325-216-8.
- Fiala, P.: Na konci bezstarostnosti. Brno 2015. ISBN 978-80-7485-038-7.
- Fiala, P.: Občané, demokraté a straníci. Brno 2015. ISBN 978-80-7325-320-2.
- Balaštík M., Fiala P.: Profesor na frontové linii: Rozhovor Miroslava Balaštíka. Brno 2017. ISBN 978-80-7485-124-7.
- Fiala, P.: Rozum a odvaha. Brno 2017. ISBN 978-80-7485-131-5.
- Balík, S. – Fiala, P. – Hanuš, J. – Mikš, F.: Manifest čtyř: Program pro přátele svobody. Brno 2017. ISBN 978-80-7485-135-3.
- Fiala, P. – Hanuš, J.: Vraťme politice smysl! Rozhovory s Jiřím Hanušem. Brno 2017. ISBN 978-80-7485-136-0.
- Fiala, P.: Jak uvařit demokracii: Od vládní agonie k polokomunistické vládě. Brno 2017. ISBN 978-80-7485-168-1.
- Fiala, P. – Mikš, F.: Konzervatismus dnes: Politika, společnost a zdravý rozum v době nerozumu. Brno 2019. ISBN 978-80-7485-186-5.
- Fiala, P. – Mikš, F. (eds.): Listopad 1989 včera a dnes: Mánesovská setkávání. Brno 2019.
- Fiala P.: [M]UNIVERZITA: Poslání, výzvy a proměny ve 21. století. Brno 2019. ISBN 978-80-7485-184-1.
- Fiala, P. – Dvořák, P. – Krutílek, O.: Politika v čase koronaviru: Předběžná analýza. Brno 2020. ISBN 978-80-7485-209-1.